# Blue Lives Matter
Blue Lives Matter és un contramoviment als Estats Units que defensa que els qui són perseguits i condemnats i morts en acte de servei són els agents de l'autoritat policials i que els qui van contra ells haurien de ser sentenciats sota estatuts de delicte de l'odi. Aquest contramoviment va començar com a resposta al moviment Black Lives Matter després dels homicidis dels agents del Departament de Policia de Nova York, Rafael Ramos i Wenjian Liu de Brooklyn, el 20 de desembre de 2014.
Criticat per la Unió Americana per les Llibertats Civils i altres, el moviment va inspirar una llei estatal a Luisiana sobre que apuntar contra agents policials, bombers i personal mèdic d'emergències seria considerat delicte d'odi. Aquesta llei ha estat molt criticada per ampliar les proteccions de la llei contra els delictes d'odi fora de característiques com ara la raça, l'orientació sexual o la identitat de gènere, per incloure l'elecció professional. També s'han utilitzat proves que indiquen que la violència contra els agents de policia disminueix per posar en dubte les motivacions de la llei.

## Història

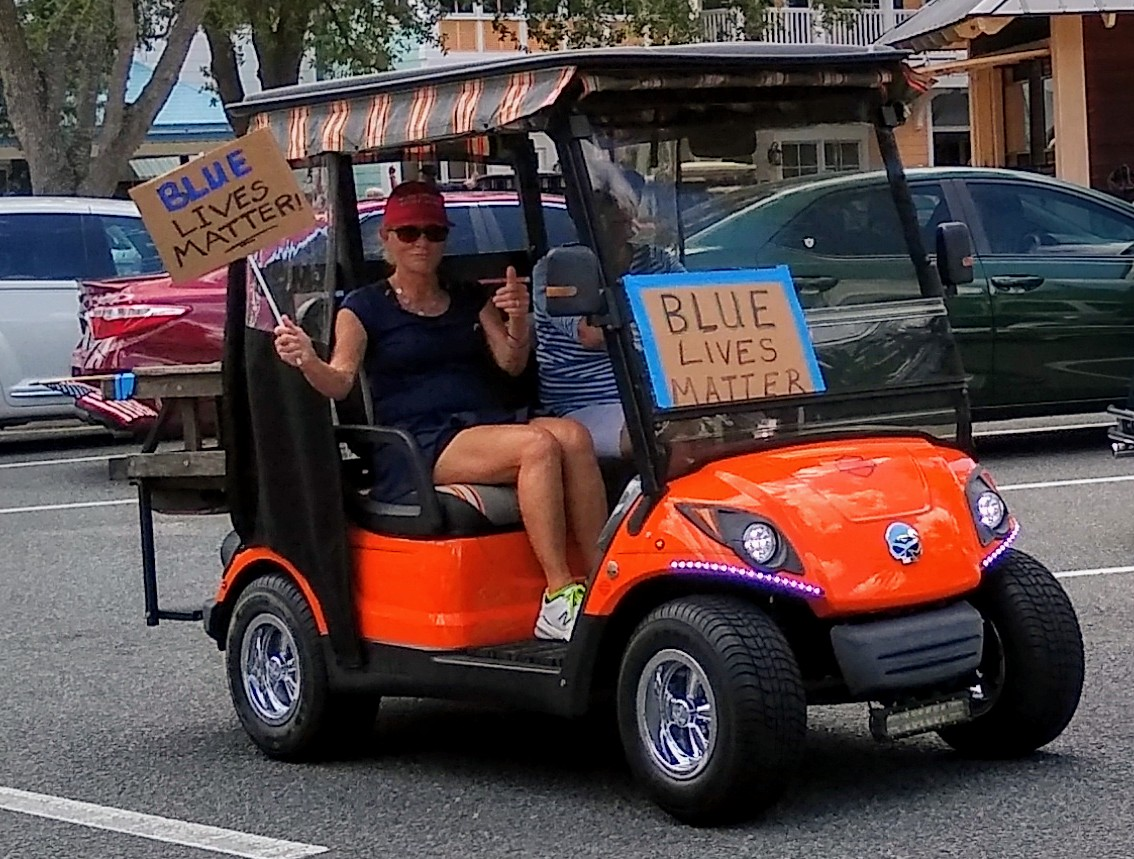
Un carret de golf participant en una manifestació de Blue Lives Matter realitzada a The Villages (Florida) el juny de 2020

El 20 de desembre de 2014, en el descobriment dels assassinats dels agents Rafael Ramos i Wenjian Liu, un grup d'agents de les forces de la llei formaren el moviment Blue Lives Matter per contraatacar els informes de mitjans de comunicació que percebien com antipolicials. Blue Lives Matter es compondria d'agents en actiu i d'agents retirats de les forces de la llei. El portaveu nacional actual de BLM és el lloctinent retirat del Departament de Policia Metropolità de Las Vegas Randy Sutton.
El setembre de 2015, més de 100 agents policials de Los Angeles van participar en una manifestació de Blue Lives Matter a Hollywood per "mostrar suport al departament en un moment en què... les matances i emboscades contra agents de policia a ciutats de diversos llocs han deixat les autoritats de tota la nació sentint-se assetjades".

## Legislació
Luisiana va legislar el maig de 2016 fent que assenyalar bombers o agents policials fos considerat un delicte d'odi. La legislació, autoritzada pel Representant estatal Lance Harris, va ser signada com a llei pel governador John Bel Edwards. La llei permetria que els delictes penals d'odi vagin acompanyats d'una multa addicional de 5.000 dòlars o cinc anys de presó, mentre que les faltes o delictes menors d'odi comportin una multa addicional de 500 dòlars o sis mesos de presó.

## Crítica

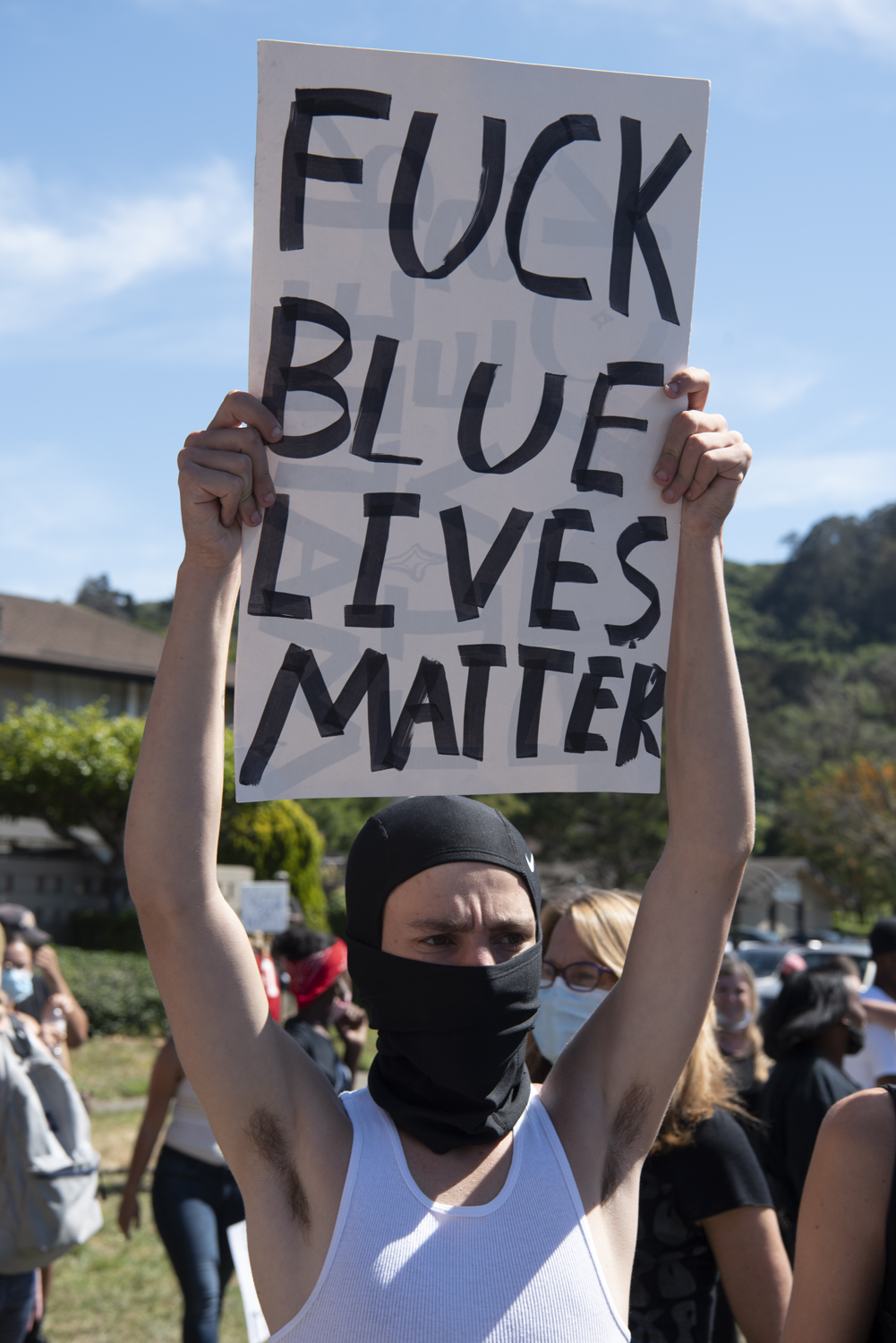
Una pancarta crítica amb Blue Lives Matter a una protesta de protesta l'any 2020 organitzada per Black Lives Matters.

Alguns crítics de Blue Lives Matter afirmen que la feina d'una persona no pot arribar mai a un significat profund d'identitat i font de solidaritat que la mateixa identitat racial. Altres afirmen que la identitat i la història dels negres estan constantment sota l'amenaça d'esborrar-se mentre que els agents de policia no s'enfronten a aquesta amenaça. Una altra font de crítiques és que els agents de policia solen ser respectats i honrats a les comunitats, mentre que els afroamericans de les zones urbanes són sospitosos de ser lladres i "gorrejadors". Finalment, alguns afirmen que els partidaris de Blue Lives Matter donen suport de manera intencionada o no a un sistema policial discriminatori i de perfils racials.
Alguns crítics de Blue Lives Matter declaren que les lleis estatals proposades per aquest moviment i que han acabat aprovades són redundants, ja que atacar o matar un agent de policia ja resulta en un càstig més dur que atacar o matar un agent no policial.
Altres crítics, com el cap de la policia de St. Martinville, Calder Hebert, digué que aquestes lleis farien que la resistència a l'autoritat fos considerada un delicte d'odi, cosa que dibuixaria crítiques perquè els delictes d'odi en principi eren els que les víctimes són afectades seguint una identificació basada en característiques com la raça, orientació sexual, o gènere. Finalment, segons el FBI, la violència contra agents policials, així com el delicte en general havien decrescut sense aquestes lleis, cridant a qüestionar llavors la seva necessitat.
Després de l'Assalt al Capitoli dels Estats Units de 2021 molts anomenaren Blue Lives Matter com a hipòcrites, ja que molts dels participants en l'assalt duien banderes d'aquest moviment i mostrant el seu suport a les seves idees, mentre assetjaven els oficials de policia del Capitol. Un oficial de policia afroamericà i agent de policia del Capitol fins i tot va descriure ser colpejat amb una bandera de Blue Lives Matters. Això ha fet que alguns argumentin que Blue Lives Matter es tracta més d'anar contra les minories que de donar suport a l'aplicació de la llei.